# Mount Diablo
Mount Diablo is een berg in het noorden van de Diablo Range in de Amerikaanse staat Californië. De berg ligt in Contra Costa County, ten zuiden van Clayton en ten noordoosten van Danville. De top is 1178 meter hoog en is vanuit verschillende plaatsen in de Bay Area te zien. Daarnaast heeft de berg nog een aantal andere toppen, waaronder de North Peak, die 1084 meter hoog is.
De berg maakt deel uit van het 8.000 hectare grote Mount Diablo State Park. Mount Diablo is daarnaast erkend als National Natural Landmark en als California Historical Landmark.

## Ronde van Californië
De derde rit van de Ronde van Californië 2014 begon in het oosten van San Jose en liep langs Livermore naar de top van Mount Diablo. De zevende en voorlaatste etappe van de Ronde van Californië 2013 sloot eveneens af met een steile klim naar de top van Mount Diablo. In de editie van 2012 maakte Mount Diablo net als in 2014 deel uit van de derde etappe tussen San Jose en Livermore.

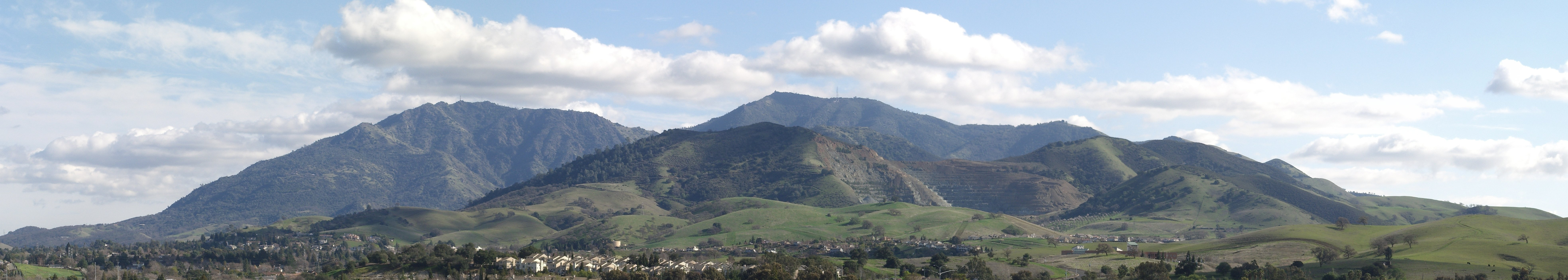
Zicht op Mount Diablo vanuit Concord. Rechts is de hoogste top, links de North Peak.